# Carlos Holmes Trujillo
Pour les articles homonymes, voir Trujillo.
Carlos Holmes Trujillo García, né le 23 septembre 1951 à Cartago et mort le 26 janvier 2021 à Bogota, est un avocat et un homme politique colombien. Il a, entre autres, été maire de Cali et a occupé plusieurs fois des fonctions ministérielles.

## Carrière politique
Issu d'une famille dominant traditionnellement la vie politique du Valle del Cauca, Carlos Holmes Trujillo est avocat de formation. Il fait également des études en commerce international à l'université Sophia, au Japon. Devenu maire de Cali en 1988 (le premier à être élu, ses prédécesseurs étant nommés par le gouvernement), il participe à la rédaction de la constitution colombienne de 1991.
Il exerce de hautes fonctions au sein des administrations d'Álvaro Uribe, de Juan Manuel Santos et d'Iván Duque, étant plusieurs fois ambassadeur (auprès de l'Autriche, de la Russie, de l'Organisation des États américains et de l'Union européenne) et ministre (de l’Éducation, de l'Intérieur, des Affaires étrangères et de la Défense). En tant que ministre des Affaires étrangères, il est proche du gouvernement américain de Donald Trump, cherchant avec lui à isoler le Venezuela sur le plan diplomatique et à renverser son gouvernement.
En 2019, le ministre de la Défense nationale Guillermo Botero est au cœur d'un scandale lorsqu'un sénateur de l'opposition l'accuse d'avoir caché certaines informations au public en révélant des rapports médico-légaux d'un bombardement militaire contre des dissidents de l'ancienne guérilla des FARC, qui a fait 14 victimes dont 8 mineurs, le 30 août 2019. Botero se défend en déclarant que « la présence de mineurs n'était pas connue » au moment de l'opération, mais il finit par démissionner de son poste le 6 novembre 2019. Le général Luis Fernando Navarro Jiménez (es), commandant des forces armées colombiennes, assure alors l'intérim jusqu'à ce que le président Iván Duque nomme Carlos Holmes Trujillo, alors ministre des Affaires étrangères, à ce poste le 12 novembre 2019. Lors de sa prise de fonction, Trujillo déclare que les violations des droits humains et du droit international humanitaire ne sont pas tolérées en Colombie et promet d'amplifier la lutte contre le trafic de drogue.
Sa gestion des manifestations de 2019 et de 2020 est contestée. Dix-sept personnes sont tuées par la police lors des premières (la police colombienne est placée sous l'autorité du ministère de la Défense) et douze autres lors des secondes. La Cour suprême demande au gouvernement de modérer les forces armées et de respecter les citoyens lors de leurs manifestations. Devant la récurrence des abus, l'opposition réclame sa démission.
Il meurt du Covid-19 le 26 janvier 2021, la Colombie étant fortement atteinte par la pandémie, alors qu'il envisageait de se présenter à l'élection présidentielle de 2022. Le gouvernement déclare alors trois jours de deuil national.